# 우당탕탕 패밀리
《우당탕탕 패밀리》는 2023년 9월 18일부터 2024년 3월 22일까지 방영된 KBS 1TV 일일 드라마 작품이며 몬스터유니온이 KBS 미디어로부터 드라마사업팀을 이관받은 뒤 4번째 외주제작한 KBS 1TV 일일드라마이지만 공동 외주제작으로 치자면 첫번째인데 KBS 1TV에는 프리랜서 드라마 PD(타 채널 자회사 - 외주제작사 소속 연출자 포함) 등 외부 드라마 PD와 외부 제작사(타 채널 자회사 소속 작가 포함) 소속 드라마 작가 영입이 금지되어 있다.

## 기획 의도
30년 전 원수로 헤어진 부부가 자식들 사랑으로 인해 사돈 관계로 다시 만나면서 오래된 갈등과 반목을 씻고 진정한 가족으로 거듭나는 명랑 코믹 가족 드라마

## 방송 시간
| 방송 채널 | 방송 기간                         | 방송 시간                          | 방송 분량 |
| --------- | --------------------------------- | ---------------------------------- | --------- |
| KBS 1TV   | 2023년 9월 18일 ~ 2024년 3월 22일 | 매주 평일 오후 8시 30분 ~ 오후 9시 | 30분      |

## 제작진

### 제작사
- 몬스터 유니온
- 아센디오

### 극본
- 문영훈 : KBS 2TV TV 소설 《내 마음의 꽃비》(집필), KBS 2TV TV 소설 《꽃 피어라 달순아!》(집필) 집필

### 연출
- 김성근 : KBS 2TV 《KBS 드라마시티 - 빌보드 키드, 수지》(연출), KBS 2TV 《KBS 드라마시티 - 아주 특별한 동행》(연출), KBS 2TV 《KBS 드라마시티 - 오줌장군》(연출) KBS 1TV 일일 드라마 《당신 옆이 좋아》(공동 연출), KBS 1TV 일일 드라마 《다 함께 차차차》(공동 연출), KBS 1TV 대하 드라마 《무인시대》(공동 연출), KBS 2TV 주말 드라마 《인생이여 고마워요》(연출), KBS 2TV 주말 드라마 《넝쿨째 굴러온 당신》(책임 프로듀서), KBS 2TV 주말 드라마 《현재는 아름다워》(연출), KBS 2TV 대하 드라마 《대왕 세종》(공동 연출), KBS 2TV 수목 드라마 《전우치》(책임 프로듀서), KBS 2TV TV 소설 《삼생이》(책임 프로듀서), KBS 2TV TV 소설 《사랑아 사랑아》(책임 프로듀서)

## 등장 인물
- (†) 표시는 드라마 상에서 최종적으로 사망한 인물이다.

### 주요 인물
- 남상지: 유은성(28세) 역 - 이 드라마의 여주인공. 동구와 춘영의 딸, 은혁과 은아의 이복여동생, 화려한 비상을 꿈꾸지만, 현실은 바닥인 무명 배우. 과거 청필름 직원, 현재 청필름 배우. 시헌의 전 연인. 선우의 아내, 기석&정애의 큰며느리.
- 이도겸: 강선우(34세) 역 - 이 드라마의 남주인공. 기석의 아들, 뜻한 바는 꼭 이루고야 마는 할리우드 유망 영화감독. 선주의 이복오빠. 은아와 은혁의 의붓 남동생. 은성의 남편. 정애의 의붓아들. 지연의 중학교 동창.
- 강다빈: 유은혁(35세) 역 - 이 드라마의 서브 남주인공. 은성의 이복오빠, 은아의 남동생. 동구의 아들이자 춘영의 의붓아들. 정애의 친아들. 범죄자들의 저승사자를 자처하는 강력계 형사. 선우의 의붓 형. 선주의 이부오빠. 하영의 남편. 민국의 고모부. 가람의 고모 할아버지. 도담의아빠.
- 이효나: 신하영(30세) 역 - 이 드라마의 서브 여주인공이자 前 서브 악녀. 달용의 딸, 원하는 것을 얻기 위해선 팔색조로 변신하는 영화사 기획피디. 은성의 직장 상사. 청필름 팀장. 민국의 고모. 가람의 고모할머니. 은혁의 아내. 진실의 시누이. 죽은 하성의 여동생.도담이의엄마

### 은성네
- 이종원: 유동구(60세) 역 - 삼남매의 아버지, 정애의 전 남편. 춘영의 현재 남편. 동네 맛집 '하하 치킨'의 영원하고도 슬픈 비정규직 노동자. 정숙의 전 형부. 선우의 장인.하영이의시아버지
- 김선경: 고춘영(57세, 가명: 윤지숙/마리) 역 - 동구의 현재 아내, 은아&은혁의 의붓어머니. 은성의 어머니. 선우의 장모. 프랑스 식당 메인 세프.하영이의시어머니
- 주새벽: 유은아(37세, 가명: 유사라) 역 - 은혁의 누나, 은성의 이복언니. 젊음과 미모, 다이어트에 집착하는 쇼호스트. 동구의 딸이자 춘영의 양딸. 정애의 친딸. 선주의 동복언니. 선우의 의붓 누나. 민국의 연인.

### 선우네
- 이대연: 강기석(59세) 역 - 선우와 선주의 아버지, 정애의 현재 남편. 상당히 권위적이지만 뜻대로 되는 게 하나도 없는 가장. 정숙의 형부. 은성의 시아버지.
- 최수린: 심정애(59세, 가명: 심미진/소피) 역 - 선주의 어머니, 동구의 전처. 기석의 현재 아내. 은아와 은혁의 친어머니. 선우의 의붓어머니. 은성의 시어머니. 프랑스 식당 사장.
- 안연홍: 심정숙(49세) 역 - 선주의 이모, 정애의 여동생. 사랑 때문에 사고 치고도 정신 못 차리는 영원한 철부지. 기석의 처제. 동구의 전 처제. 은아와 은혁의 이모. 선우의 의붓이모. 달용의 연인.
- 임나영: 강선주(28세) 역 - 선우의 이복여동생, 은성의 친구. 기석과 정애의 딸. 세상의 기준 따위 가볍게 무시하는 드라마작가 지망생. 정숙의 조카. 은아와 은혁의 이부 여동생. 민국의 카페 전 알바생.

### 하영이네
- 임하룡: 신달용(80세) 역 - 죽은 하성과 하영의 아버지, 사랑에 살고 사랑에 죽는 불굴의 로맨티스트. 진실의 시아버지. 민국의 친할아버지. 가람의 왕 할아버지. 은혁의 장인. 정숙의 연인.
- 김보미: 맹진실(58세) 역 - 하영의 올케, 달용의 며느리. 착하지만 맹해서 할 말 다하는 며느리. 죽은 하성의 아내. 민국의 어머니. 가람의 양친할머니. 은혁의 장모. 카페 법적인 찐 사장.
- 최우혁: 신민국(34세) 역 - 은혁과 하영의 조카, 진실의 아들. 가람의 양아버지. 뻐꾸기 새끼를 키우는 행복한 아빠. 카페 사장. 은아의 연인.
- 정민준: 신가람(6세) 역 - 민국의 양아들, 영글어도 너무 영근 애늙은이 유치원생. 죽은 하성과 진실의 친손자. 달용의 증손자. 은혁&하영의 조카 손자. 혜윤의 친아들.

### 그 외 인물
- 오채이: 양주리 역(1회~8회, 68회~87회) - 극단 블루문 단원, 시헌의 연인.
- 채서경: 한시헌 역(1회~8회, 68회~87회) - 극단 블루문 단원, 은성의 전 연인. 주리의 연인.
- 최우정: 이다정 역(1회~8회) - 은성의 친구, 극단 블루문 단원.
- 조선형: 김형선 대표 역 - 청필름 대표.
- 송영아: 이윤아 역 - 청필름 직원이자 히든 메모리팀 일원.
- 홍은기: 김재준 역 - 청필름 직원이자 히든 메모리팀 일원.
- 이지완: 박형사 역 - 혜원 경찰서 소속 형사, 은혁의 동료.

### 기타 인물
- 한세진: 정욱 역 - 선주가 좋아하는 아이돌 그룹 엔젤아이즈 멤버
- 선우용여: 신OO 역 - 달용의 여동생이자, 하영의 고모.
- 양지원: 정혜윤 역 (54회, 91회~107회, 122회~126회) - 가람의 생모. 도철의 연인. 사기꾼.
- 이가은: 윤지연 역 (90회~110회) - NT 그룹의 외동딸. 빅레거시 지사장. 선우의 중학교 동창. 선우를 좋아함.
- 이정혁 : 연제하 역 (96회~131회) - 은성과 친한 유명 배우. 은성이를 좋아함.
- 손정원 : 정도철 역 (97회~107회, 123회~124회) - 혜윤의 연인. 사기꾼.
- 미상 : 서미자 역 (107회~110회) - 선행 등장후에 108화에서 첫 등장한 인물로 강기석, 심정애의 집에 들어온 가정부이다. 하지만 그 정체는 30년전 사건의 증인으로써 30여년전 고춘영이 부모님을 잃고 정처없이 떠돌면서 혼자서 살때 잠시 머무르던 파란 기와집의 집주인으로 당시의 목격자이기도 하다. 동구, 춘영, 정애의 크나큰 오해를 풀어나가는데 있어서 결정적인 역할을 하게 될것으로 보인다.
- 강애심 : 정순덕 역 (130회) - 또순이 엄마. 가정부인 서미자의 입으로 언급된 인물로 30여년전 고춘영이 혼자서 살 때 잠시 머무르던 집의 이웃으로 심정애에게 입을 잘못 눌려 심정애의 분노를 사게 만들었고 그 악연을 지금까지도 이어지게 만든 작중 모든 불행의 시작점이자 만악의 근원. 입이 굉장히 싸서 이 인간이 입을 잘못 눌려 지금까지 몇 명이 이혼하게 만들었다 하는 것을 보면 당시 동네에서 악명이 높으며 허언증까지 의심된다. 130화에서 드디어 심정애 앞에 나타난다. 처음에는 자신이 본게 맞다고 주장하였지만, 심정애의 압박으로 결국 실토하는데, 당시 혼자 사는 것이 외로워서 부부들보면 샘이 나서 거짓말을 했다고 밝혔다. 그러나 정작 이혼한 사람은 심정애-유동구 밖에 없었다면서, 심정애에게 그렇게 믿고 싶었던 것이 아니냐고 팩폭을 날린다.

## 시청률
최저 시청률과 최고 시청률은 시청률 조사회사와 지역별로 시청률에 차이가 있을 수 있습니다.
| 2023년  | 2023년    | 2023년         | 2023년         | 2023년       |
| 회차    | 방송일    | TNMS 시청률    | AGB 시청률     | AGB 시청률   |
| 회차    | 방송일    | 대한민국(전국) | 대한민국(전국) | 서울(수도권) |
| ------- | --------- | -------------- | -------------- | ------------ |
| 제1회   | 9월 18일  | 14.6%          | 13.0%          | 10.8%        |
| 제2회   | 9월 19일  | 9.9%           | 8.5%           | 7.4%         |
| 제3회   | 9월 20일  | 13.0%          | 11.6%          | 9.9%         |
| 제4회   | 9월 21일  | 9.7%           | 9.2%           | 7.4%         |
| 제5회   | 9월 22일  | 11.7%          | 10.5%          | 8.7%         |
| 제6회   | 9월 25일  | 11.0%          | 10.5%          | 9.0%         |
| 제7회   | 9월 26일  | 9.0%           | 8.5%           | 7.6%         |
| 제8회   | 10월 2일  | 8.7%           | 6.5%           | 5.5%         |
| 제9회   | 10월 3일  | 8.4%           | 6.5%           | 5.5%         |
| 제10회  | 10월 4일  | 7.5%           | 6.6%           | 5.4%         |
| 제11회  | 10월 5일  | 8.8%           | 8.0%           | 6.7%         |
| 제12회  | 10월 6일  | 8.4%           | 6.8%           | 5.5%         |
| 제13회  | 10월 9일  | 11.5%          | 11.5%          | 9.6%         |
| 제14회  | 10월 10일 | 11.7%          | 10.2%          | 8.8%         |
| 제15회  | 10월 11일 | 11.3%          | 10.5%          | 9.4%         |
| 제16회  | 10월 12일 | 12.2%          | 10.8%          | 9.3%         |
| 제17회  | 10월 13일 | 9.9%           | 9.6%           | 8.0%         |
| 제18회  | 10월 16일 | 11.8%          | 11.1%          | 9.4%         |
| 제19회  | 10월 17일 | 10.1%          | 9.6%           | 7.9%         |
| 제20회  | 10월 18일 | 10.3%          | 10.1%          | 8.3%         |
| 제21회  | 10월 19일 | 11.3%          | 11.7%          | 10.3%        |
| 제22회  | 10월 20일 | 11.0%          | 10.2%          | 8.6%         |
| 제23회  | 10월 23일 | 11.6%          | 11.0%          | 9.0%         |
| 제24회  | 10월 24일 | 11.7%          | 10.7%          | 9.4%         |
| 제25회  | 10월 25일 | 11.1%          | 10.3%          | 9.2%         |
| 제26회  | 10월 26일 | 10.9%          | 11.5%          | 10.0%        |
| 제27회  | 10월 27일 | 11.3%          | 9.8%           | 8.2%         |
| 제28회  | 10월 30일 | 11.8%          | 10.7%          | 9.3%         |
| 제29회  | 10월 31일 | 10.3%          | 9.3%           | 8.3%         |
| 제30회  | 11월 1일  | 11.8%          | 10.9%          | 10.0%        |
| 제31회  | 11월 2일  | 12.3%          | 10.7%          | 9.1%         |
| 제32회  | 11월 3일  | 10.8%          | 10.4%          | 8.8%         |
| 제33회  | 11월 6일  | 13.1%          | 11.6%          | 10.1%        |
| 제34회  | 11월 7일  | 9.8%           | 10.0%          | 8.8%         |
| 제35회  | 11월 8일  | 11.6%          | 10.1%          | 8.7%         |
| 제36회  | 11월 9일  | 12.8%          | 10.8%          | 9.7%         |
| 제37회  | 11월 10일 | 10.1%          | 8.8%           | 7.4%         |
| 제38회  | 11월 13일 | 11.3%          | 10.8%          | 9.1%         |
| 제39회  | 11월 14일 | 11.2%          | 10.7%          | 9.1%         |
| 제40회  | 11월 15일 | 11.0%          | 11.3%          | 10.1%        |
| 제41회  | 11월 16일 | 12.4%          | 11.2%          | 9.7%         |
| 제42회  | 11월 17일 | 10.9%          | 10.5%          | 8.8%         |
| 제43회  | 11월 20일 | 12.3%          | 11.1%          | 9.6%         |
| 제44회  | 11월 21일 | 11.8%          | 10.2%          | 8.7%         |
| 제45회  | 11월 22일 | 12.6%          | 11.1%          | 9.7%         |
| 제46회  | 11월 23일 | 12.8%          | 11.1%          | 9.4%         |
| 제47회  | 11월 24일 | 11.5%          | 10.3%          | 8.7%         |
| 제48회  | 11월 27일 | 12.7%          | 11.1%          | 9.5%         |
| 제49회  | 11월 28일 | 12.7%          | 11.7%          | 10.5%        |
| 제50회  | 11월 29일 | 11.6%          | 11.4%          | 10.1%        |
| 제51회  | 11월 30일 | 12.5%          | 11.3%          | 9.4%         |
| 제52회  | 12월 1일  | 10.9%          | 11.8%          | 10.6%        |
| 제53회  | 12월 4일  | 12.5%          | 11.8%          | 10.1%        |
| 제54회  | 12월 5일  | 11.6%          | 10.9%          | 9.1%         |
| 제55회  | 12월 6일  | 11.5%          | 10.9%          | 9.9%         |
| 제56회  | 12월 7일  | 12.8%          | 12.1%          | 10.9%        |
| 제57회  | 12월 8일  | 11.7%          | 10.7%          | 8.9%         |
| 제58회  | 12월 11일 | 12.9%          | 11.8%          | 10.2%        |
| 제59회  | 12월 12일 | 12.8%          | 11.5%          | 9.4%         |
| 제60회  | 12월 13일 | 13.5%          | 11.7%          | 10.1%        |
| 제61회  | 12월 14일 | 13.2%          | 12.2%          | -            |
| 제62회  | 12월 15일 | 12.9%          | 12.0%          | 10.6%        |
| 제63회  | 12월 18일 | 13.5%          | 11.9%          | -            |
| 제64회  | 12월 19일 | 13.6%          | 11.8%          | -            |
| 제65회  | 12월 20일 | 12.5%          | 13.0%          | -            |
| 제66회  | 12월 21일 | -              | 12.8%          | -            |
| 제67회  | 12월 22일 | -              | 11.4%          | -            |
| 제68회  | 12월 25일 | -              | 13.7%          | -            |
| 제69회  | 12월 26일 | -              | 12.0%          | -            |
| 제70회  | 12월 27일 | -              | 12.0%          | -            |
| 제71회  | 12월 28일 | -              | 12.9%          | -            |
| 제72회  | 12월 29일 | -              | 12.0%          | -            |
| 2024년  |           |                |                |              |
| 제73회  | 1월 1일   | -              | 13.2%          | 11.5%        |
| 제74회  | 1월 2일   | -              | 13.5%          | 11.7%        |
| 제75회  | 1월 3일   | -              | 13.4%          | 11.6%        |
| 제76회  | 1월 4일   | -              | 12.9%          | 11.1%        |
| 제77회  | 1월 5일   | -              | 12.0%          | 10.3%        |
| 제78회  | 1월 8일   | -              | 13.1%          | 11.5%        |
| 제79회  | 1월 9일   | -              | 12.6%          | 10.7%        |
| 제80회  | 1월 10일  | -              | 12.5%          | 10.7%        |
| 제81회  | 1월 11일  | -              | 13.0%          | 11.3%        |
| 제82회  | 1월 12일  | -              | 11.4%          | 9.8%         |
| 제83회  | 1월 15일  | -              | 11.6%          | 10.3%        |
| 제84회  | 1월 16일  | -              | 12.5%          | 10.9%        |
| 제85회  | 1월 17일  | -              | 12.3%          | 11.0%        |
| 제86회  | 1월 18일  | -              | 13.1%          | 11.4%        |
| 제87회  | 1월 22일  | -              | 12.4%          | 11.2%        |
| 제88회  | 1월 23일  | -              | 12.4%          | 10.4%        |
| 제89회  | 1월 24일  | -              | 12.2%          | 10.9%        |
| 제90회  | 1월 25일  | -              | 11.2%          | 10.1%        |
| 제91회  | 1월 26일  | -              | 11.5%          | 9.9%         |
| 제92회  | 1월 29일  | -              | 11.8%          | 9.9%         |
| 제93회  | 1월 30일  | -              | 12.0%          | 10.2%        |
| 제94회  | 1월 31일  | -              | 12.2%          | 11.0%        |
| 제95회  | 2월 1일   | -              | 12.7%          | 11.3%        |
| 제96회  | 2월 2일   | -              | 11.9%          | 10.2%        |
| 제97회  | 2월 5일   | -              | 12.5%          | 10.4%        |
| 제98회  | 2월 6일   | -              | 11.7%          | 9.7%         |
| 제99회  | 2월 7일   | -              | 12.2%          | 10.7%        |
| 제100회 | 2월 8일   | -              | 11.4%          | 9.7%         |
| 제101회 | 2월 9일   | -              | 8.9%           | 7.8%         |
| 제102회 | 2월 12일  | -              | 9.8%           | 8.4%         |
| 제103회 | 2월 13일  | -              | 11.9%          | 10.3%        |
| 제104회 | 2월 14일  | -              | 12.6%          | 10.7%        |
| 제105회 | 2월 15일  | -              | 12.5%          | 10.5%        |
| 제106회 | 2월 16일  | -              | 11.5%          | 10.0%        |
| 제107회 | 2월 19일  | -              | 11.9%          | 10.3%        |
| 제108회 | 2월 20일  | -              | 11.6%          | 10.0%        |
| 제109회 | 2월 21일  | -              | 12.3%          | 11.1%        |
| 제110회 | 2월 22일  | -              | 11.6%          | 9.1%         |
| 제111회 | 2월 23일  | -              | 10.6%          | 9.1%         |
| 제112회 | 2월 26일  | -              | 12.4%          | 10.5%        |
| 제113회 | 2월 27일  | -              | 11.9%          | 9.7%         |
| 제114회 | 2월 28일  | -              | 12.1%          | 10.2%        |
| 제115회 | 2월 29일  | -              | 12.4%          | 10.5%        |
| 제116회 | 3월 1일   | -              | 11.2%          | 9.2%         |
| 제117회 | 3월 4일   | -              | 12.7%          | 10.7%        |
| 제118회 | 3월 5일   | -              | 12.4%          | 10.3%        |
| 제119회 | 3월 6일   | -              | 13.3%          | 11.9%        |
| 제120회 | 3월 7일   | -              | 12.6%          | 10.6%        |
| 제121회 | 3월 8일   | -              | 11.7%          | 9.9%         |
| 제122회 | 3월 11일  | -              | 12.8%          | 10.8%        |
| 제123회 | 3월 12일  | -              | 12.8%          | 11.1%        |
| 제124회 | 3월 13일  | -              | 12.2%          | 10.7%        |
| 제125회 | 3월 14일  | -              | 12.0%          | 10.1%        |
| 제126회 | 3월 15일  | -              | 11.7%          | 9.7%         |
| 제127회 | 3월 18일  | -              | 12.5%          | 10.8%        |
| 제128회 | 3월 19일  | -              | 12.1%          | 10.5%        |
| 제129회 | 3월 20일  | -              | 12.5%          | 10.7%        |
| 제130회 | 3월 21일  | -              | 12.0%          | 10.4%        |
| 제131회 | 3월 22일  | -              | 11.7%          | 9.7%         |

## 결방 사유 및 연장
- 2023년 9월 27일: 《2022 항저우 아시안게임》 중계방송으로 인한 결방.
- 2023년 9월 28일: 《KBS 뉴스 9》 편성으로 인한 결방.
- 2023년 9월 29일: 《2022 항저우 아시안게임》 중계방송으로 인한 결방.
- 2024년 1월 19일: 《2024 강원 청소년 동계올림픽》 개막식 중계방송으로 인한 결방.
- 2024년 2월 8일: 우당탕탕 패밀리 방영 분량이 120부작에서 11회 연장되어 131부작으로 변경 및 확정되었다.

## OST
- Part.1 안예슬 - 내 남자친구에게(2023. 9. 25. 발매)[6]
- Part.2 미니마니 - 그대 날 잊어도(2023. 10. 2. 발매)
- Part.3 리디아 - 산다는건 다 그런게 아니겠니(2023. 10. 9. 발매)[7]
- Part.4 윤태화 - 꿈을 꾸듯(2023. 10. 16. 발매)
- Part.5 조항조 - 낭만 탱고(2023. 10. 23. 발매)
- Part.6 여은 - 아직 네게 해주고 싶은 게(2023. 10. 30. 발매)
- Part.7 배그나 - 결국 나도 똑같네요(2023. 11. 2. 발매)
- Part.8 노랑 - 누구보다 널 사랑해(2023. 11. 6. 발매)
- Part.9 코다 브릿지 - 너와 하고 싶은게 많아(2023. 11. 13. 발매)
- Part.10 모닝커피 - 사랑하는데 이유가 있어야만 하나요(2023. 11. 20. 발매)
- Part.11 한경일 - 어떤 날은(2023. 11. 27. 발매)
- Part.12 우하나 - 정말 사랑했다면(2023. 12. 4. 발매)
- Part.13 다무 - 참 많이 사랑했잖아(2023. 12. 11. 발매)
- Part.14 더 데이지 - 괜찮은 적이 없었어(2023. 12. 18. 발매)
- Part.15 버나드 박 - 아로하(2023. 12. 25. 발매)[8]
- Part.16 도하 (XEED) - 잊으려고 널 기억해(2024. 1. 1. 발매)
- Part.17 나은설 - 사랑이었던 내게(2024. 1. 8. 발매)
- Part.18 주원탁 - 그렇게 하루가 가고(2024. 1. 15. 발매)
- Part.19 이현 - 반대로 걸어가(2024. 1. 22. 발매)
- Part.20 하진우 - 별거 없던 하루(2024. 2. 5. 발매)
- Part.21 버나드 박, 안예슬 - 아로하(2024. 2. 12. 발매)[9]
- Part.22 한가빈 - 그리다 잠들어(2024. 2. 19. 발매)
- Part.23 란 - 사랑해 사랑해 또 사랑해(2024. 2. 26. 발매)
- Part.24 우이경 - 너의 소식(2024. 3. 4. 발매)
- Part.25 휴이 - 사랑했었다(2024. 3. 9. 발매)
- Part.26 황시연 - 네가 좋아했던 노래가 들릴 때면(2024. 3. 11. 발매)
- Part.27 유수현 (미니마니) - 널 사랑했던 그때로(2024. 3. 15. 발매)
- Part.28 제주아재 황재열 - 너라서 다행이다(2024. 3. 18. 발매)

## 수상 목록
- 2023년 KBS 연기대상 일일드라마 부문 여자 우수상 (남상지)